# Bukovica
 Ovo je glavno značenje pojma Bukovica. Za druga značenja pogledajte Bukovica (razdvojba).
Bukovica je krševit kraj u središnjem dijelu Jadranske Hrvatske, u trokutu između Benkovca, Obrovca i Knina. Na sjeveru je omeđen dolinom rijeke Zrmanje, na zapadu Karinskim morem, a na istoku i jugoistoku Krkom. Južnom granicom Bukovice djelomično prolazi željeznička pruga Zadar – Knin, kojoj se s južne strane nalaze Ravni kotari. U reljefnom pogledu, riječ je o vapnenačkoj zaravni nadmorske visine 250 – 300 m, prošaranoj manjim uzvisinama (Jurišinka – 674 m).
Pretpostavlja se da je Bukovica ime dobila po nekadašnjem obilju bukove šume koja je nestala ispašom i poljodjelstvom. Obradivih površina je malo pa se stanovništvo usmjerilo uglavnom na stočarstvo, posebice ovčarstvo i u manjoj mjeri ratarstvo. Vegetacijom i poljodjelstvom se ovo područje jasno razlikuje od susjednih plodnih Ravnih kotara u koje se stalno iseljavalo bukovičko stanovništvo. I prije Domovinskog rata to je bio gospodarski zaostao i depopulacijski prostor.
Česta je podjela na Gornju ili Obrovačku Bukovicu te Donju ili Kistanjsku Bukovicu. Danas se njezin zapadni dio upravno nalazi u Zadarskoj, a istočni u Šibensko-kninskoj županiji.
Najveće naselje unutar same Bukovice su Kistanje (s oko 1750 stanovnika), a na njezinom sjevernom rubu se nalazi Obrovac (1050). Veća bukovička naselja su Kruševo (1080), Gornji Karin (860), Ivoševci (360), Đevrske (250), Ervenik (230), Radučić, Mokro Polje, Medviđa, Popovići, Pađene, Donji Karin, Žegar i Bilišane. 
Prvi poznati stanovnici Bukovice bili su Liburni, a nakon njih stari Rimljani, koji su taj kraj u 2. stoljeću pr. Kr. uključili u svoju provinciju Dalmaciju, a povremeno i Liburniju. Hrvati su stigli u 7. stoljeću i bili većinsko stanovništvo sve do početka 16. stoljeća, kada dolaze Osmanlije. Krajem 17. stoljeća, poslije oslobođenja od Osmanlija, Bukovica je postala najprije dio Mletačke Republike, a nakon njezine propasti ulazi u sastav Habsburške Monarhije. U međuvremenu se promijenila etnička struktura, pa znatan udjel u stanovništvu uz Hrvate čine Srbi. Sa završetkom Prvog svjetskog rata Bukovica postaje dio Države Slovenaca, Hrvata i Srba, (nešto kasnije nazvane Kraljevina Jugoslavija), u Drugom svjetskom ratu se nalazi u sklopu Nezavisne Države Hrvatske, a poslije njega u Drugoj (socijalističkoj) Jugoslaviji. U velikosrpskoj agresiji od 1991. do 1995. godine Bukovica je bila dio takozvane "Republike Srpske Krajine", odnosno formalno Kotara Knin u granicama Zadarsko-kninske županije (1993. – 1997.). Poslije oslobađanja okupiranih dijelova Hrvatske, Bukovica je vraćena u ustavnopravni poredak Republike Hrvatske.

## Vanjske poveznice
- Video: Slike iz Bukovice i susjednih Ravnih kotara